# Hydrophorus dreisbachi
Hydrophorus dreisbachi är en tvåvingeart som beskrevs av Harmston och Frank Hall Knowlton 1963. Hydrophorus dreisbachi ingår i släktet Hydrophorus och familjen styltflugor.
Artens utbredningsområde är Michigan. Inga underarter finns listade i Catalogue of Life.